# دومین کاب
دومین کاب (انگلیسی: CUB domain) یک دومین پروتئین محافظت‌شده در طول تکامل جانوران است.
این دومِـین (در کمپلمان‌های  C1r / C1s  و همچنین uEGF و Bmp1) یک موتیف ساختاری است که از حدود ۱۱۰ ریشه تشکیل شده و منحصراً در پروتئین‌های خارج‌سلولی و وابسته به پوستهٔ سلول یافت می‌شوند و بسیاری از آنان در طی رشد و تکامل تنظیم و تعدیل می‌گردند. این پروتئین‌ها عملکرد گوناگونی دارند که از آن جمله می‌توان به فعال‌سازی سامانه کمپلمان، شکل‌گیری ظاهری بدن طی رشد، ترمیم بافتی، هدایت رشد آکسونی، رگ‌زایی، پیام‌رسانی سلولی، لقاح، خون‌ایستی، التهاب، هدایت عصبی، درون‌بری وابسته به گیرنده و سرکوب تومور اشاره کرد.
بسیاری از پروتئین‌های حاوی دومِـینِ کاب، آنزیم‌های پپتیدازی هستند که به خانوادهٔ پپتیدازهای M12A (آستاسین) و S1A (کیموتریپسین) تعلق دارند.
در انسان ژن‌های فراوانی وجود دارند که پروتئین‌های حاوی «دومِـین کاب» را کُدگذاری می‌کنند که از آن میان می‌توان به ATRN و GPR126 اشاره کرد.